# Königliches Ungarn

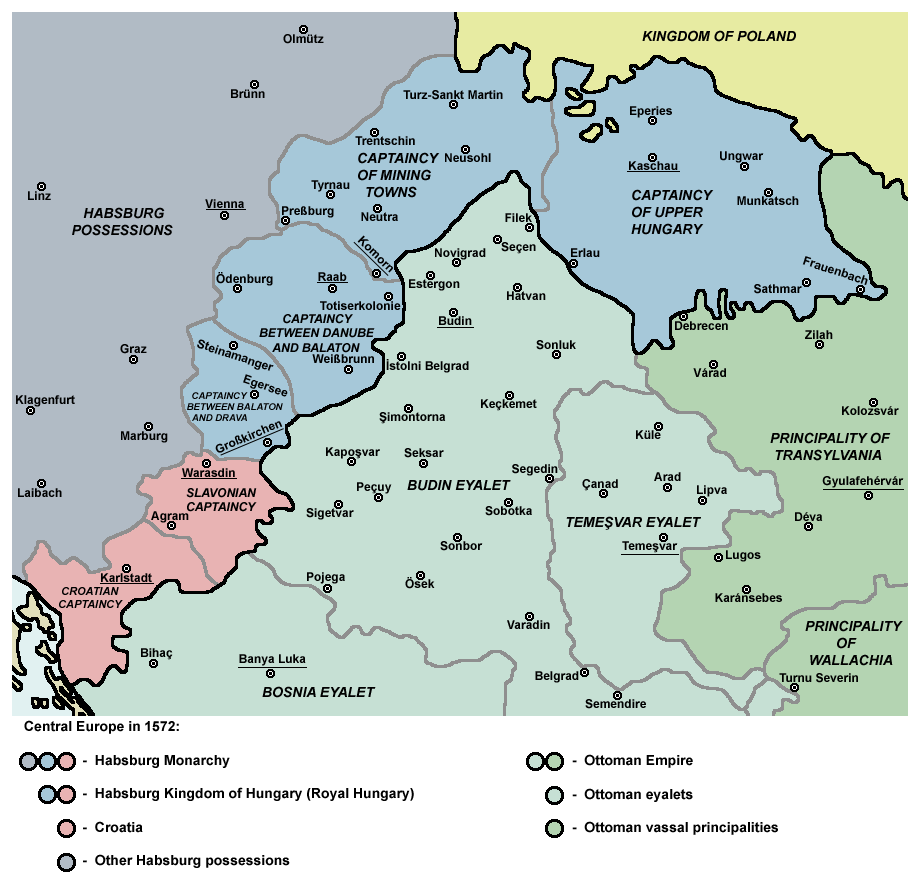
Königliches Ungarn im Jahr 1572

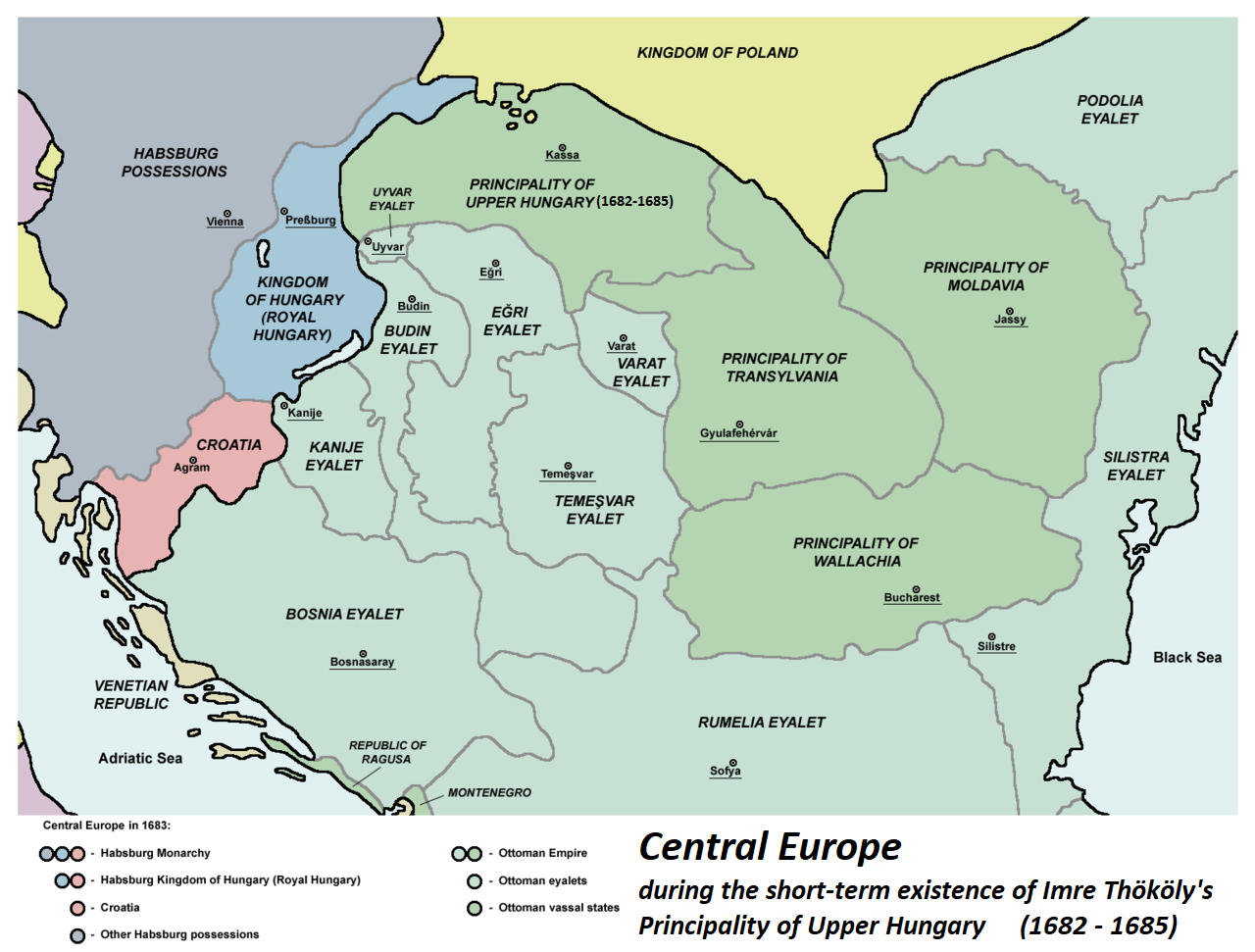
Situation 1683 während des Großen Türkenkriegs: der verbleibende habsburgische Teil im Westen, die zentralen Gebiete in osmanischer Hand und im Norden und Osten das Fürstentum Siebenbürgen als osmanischer Vasallenstaat.

Als Königliches Ungarn wird der ungarische Herrschaftsbereich der Habsburgermonarchie von 1526 bis 1700 bezeichnet, der dieser nach der ungarischen Niederlage in der Schlacht bei Mohács 1526 zufiel. Große Teile Ungarns wurden infolge der ungarischen Niederlage von den Osmanen besetzt, und das Königreich Ungarn zerfiel dadurch nach Ende des ungarischen Bürgerkriegs 1541 in drei Teile. Hauptstadt des Königlichen Ungarns wurde Pressburg. 
Die anderen zwei Teile waren das zentrale Territorium, das vom Osmanischen Reich erobert wurde, und das Östliche Ungarische Königreich unter Johann II. Zápolya im Osten, das 1570 zum Fürstentum Siebenbürgen wurde. Dieses Gebiet war zu großen Teilen seiner Geschichte ein Vasallenstaat der Osmanen. 
Die Dynastie der Habsburger waren nach 1526 gewählte Könige Ungarns, die bei der Krönung einen Eid auf die Verfassung des Königreichs Ungarn schworen. Nachdem nach 1683 das osmanische Ungarn von den Habsburgern erobert worden war, wurde der Begriff Königliches Ungarn nicht mehr benutzt. Stattdessen bezeichneten die habsburgischen Könige nach der Eroberung des osmanischen Teils ihre ungarische Besitzung fortan wieder als Königreich Ungarn.
Die habsburgischen Könige verfügten direkt über die königlichen ungarischen Finanzen, das Militär und die auswärtigen Beziehungen. Zudem kontrollierten kaiserliche Truppen die Grenzen des Königlichen Ungarns. Die habsburgischen Könige wurden durch den Stellvertreter des ungarischen Königs vertreten.